# Calpocalyx cauliflorus
Calpocalyx cauliflorus är en ärtväxtart som beskrevs av Hoyle. Calpocalyx cauliflorus ingår i släktet Calpocalyx och familjen ärtväxter. IUCN kategoriserar arten globalt som sårbar. Inga underarter finns listade i Catalogue of Life.